# 福建王氏
福建王氏，源自琅琊王氏，也叫开闽王氏。由闽国王潮、王审邽、王审知三兄弟开创。

## 创立
王审知初与兄王潮跟随王绪，后王潮废杀王绪，诸将便拥戴他为首领。唐朝乾宁四年（897年）王潮去世，王审知继其位，朝廷任他为武威军节度使、福建观察使，累迁至检校太保、同中书门下平章事，封琅琊王。907年（天祐四年），后梁太祖朱温升任王审知为中书令，封闽王。
1. ↑  . 苍南县人民政府.   [2024-09-02]. （原始内容存档于2024-09-02） （中文）.